# Isbrytaren Göta Lejon

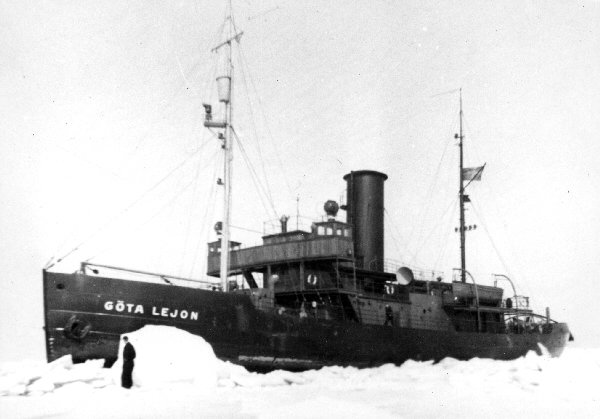
Göta Lejon

Isbrytaren Göta Lejon byggdes 1932 på Eriksbergs varv för Göteborgs Hamnstyrelse.
S/S Göta Lejon hyrdes in av den svenska marinen som statsisbrytare för uppdrag vid västkusten under de svåra vintrarna i början av 1940-talet.
Fartyget lades upp 1963 och såldes 1970 till Norske Fina A/S i Norge, där hon såldes vidare till Brøderne Jacobsens Rederi i Tromsø.  Hon döptes om till S/S Norhope och byggdes om på Nylands mekaniske verksted i Oslo, bland annat genom en påbyggd helikopterplattform akterut som användes för en Aérospatiale SA 315B Lama. Hon användes för Fina som understödsfartyg för borrningar efter olja i Svalbard säsongerna 1971–1973, på Hopen och Edgeöya.
D/S Norhope grundstötte vid Svalbard och fick allvarliga skador i september 1973, varefter hon lades upp i Tromsø och såldes för upphuggning i januari 1974.